# Глізе 876
Глізе 876 (Gliese 876) — червоний карлик в сузір'ї Водолія, також має назву IL Водолія.
Перший червоний карлик, в якого була знайдена планетна система. Ймовірно, масивні планети-гіганти взагалі нетипові для подібних зірок. Орбіти планет-гігантів b та c перебувають у резонансі 1:2. Планета d — одна з найлегших екзопланет зі знайдених у нормальних зір. Збурення орбіт планет-гігантів, що викликане взаємним гравітаційним впливом, дозволили визначити кут нахилу орбіт до променя зору ~50°.

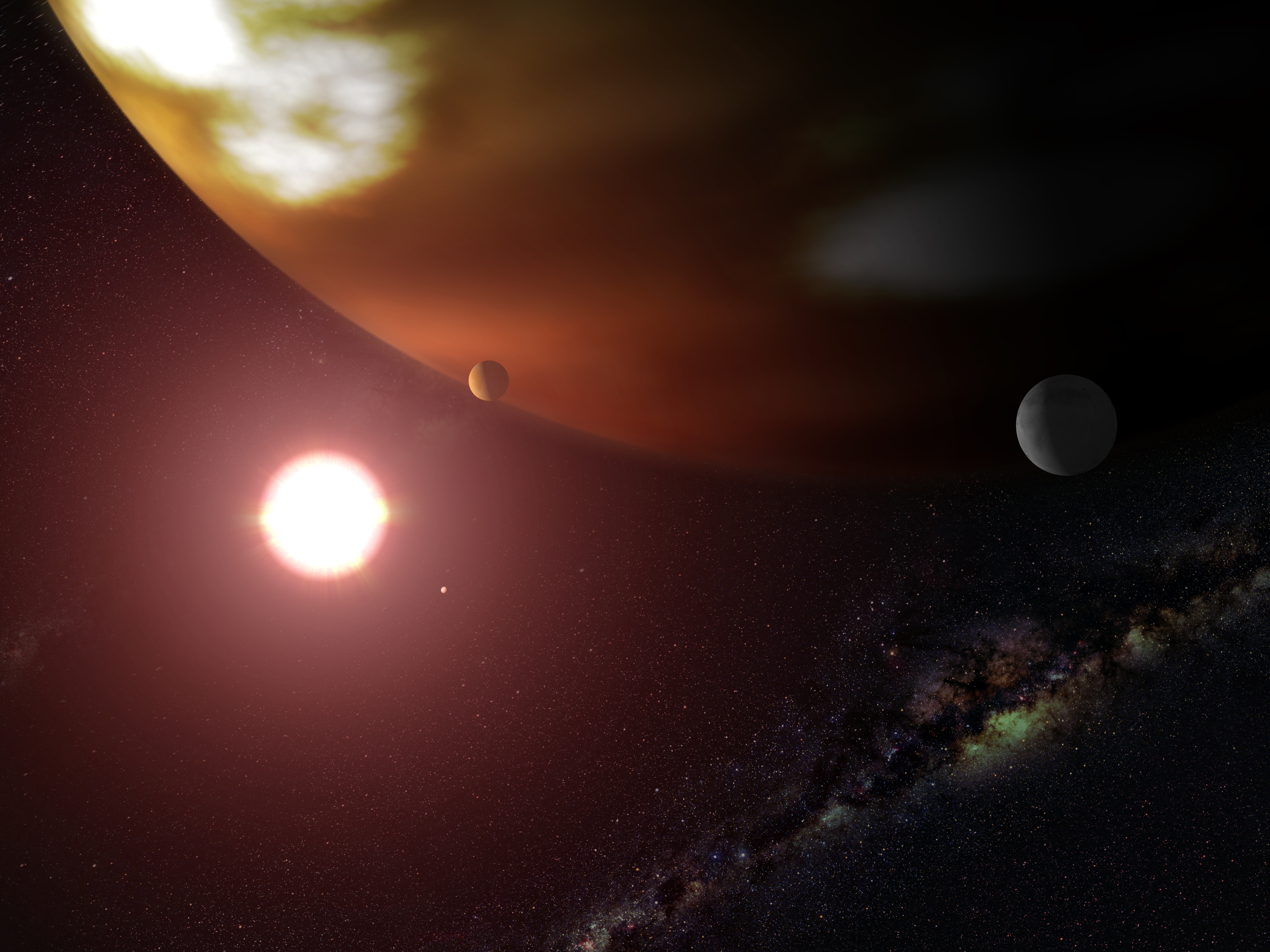
Система Глізе 876 в уяві художника

## Фізичні характеристики
Червоний карлик класу M3,5V, перебуває на відстані 15,2 світлового року від Сонця. Як і інші зорі цього класу, його не видно неозброєним оком (зоряна величина 10,17). Світність 0,0016 сонячної (болометрична зоряна величина - 0,014 сонячної).

## Планетарна система

### Планета Gliese 876 b
Відкрито 1998 року методом доплеровської спектроскопії. Період обертання - 60,94 діб, велика піввісь орбіти - 0,21 а.о., орбіта практично колова (ексцентриситет - 0,025). Мінімальна маса - 1,94 Юпітера.

### Планета Gliese 876 c
Відкрито 2001 року методом доплеровської спектроскопії. Період обертання - 30,1 діб,  велика піввісь орбіти - 0,13 а.о., орбіта витягнута (ексцентриситет - 0,27). Мінімальна маса - 0,56 Юпітера.

### Планета Gliese 876 d
Відкрито 2005 року . Період обертання - 1,9 діб,  велика піввісь орбіти - 0,0208 а.о., орбіта витягнута (ексцентриситет - 0,22). Мінімальна маса 0,023±0,003 Юпітера (або 5,9 мас Землі).

### Планета Gliese 876 e
Відкрито 2010 року за допомогою тривалих вимірів променевої швидкості зорі, які були зроблено в гавайській обсерваторії ім. Кека. За своєю мінімальною масою Gliese 876 e у 13,4 раз більша Землі й за розмірами приблизно відповідає Урану.
Найбільшу цікавість становить період обертання Gliese 876 e, який оцінюється в 124 доби. Вченим таким чином вдалося знайти перший приклад орбітального резонансу в системі трьох планет, орбітальні періоди яких перебувають у співідношенні 4:2:1.
